# Sân bay Bergerac-Roumanière
Sân bay Bergerac-Roumanière (tiếng Pháp: Aéroport de Bergerac-Roumanière) (IATA: EGC, ICAO: LFBE) là một sân bay có cự ly 3 km về phía nam đông nam của Bergerac, một thị trấn thuộc tỉnh Dordogne trong vùng Périgord) nước Pháp.

## Các tuyến bay thường lệ
| Hãng hàng không | Các điểm đến |
| --------------- | --- |
| Flybe           | Birmingham [theo mùa], Edinburgh [theo mùa], Exeter, Leeds/Bradford [theo mùa], London-Gatwick [theo mùa], Manchester [theo mùa], Southampton |
| Ryanair         | Bristol, Brussels South-Charleroi [theo mùa], East Midlands, London-Luton, London-Stansted                                                    |
| Transavia.com   | Amsterdam |
| Jet2.com        | Leeds/Bradford [theo mùa] |